# بشملة تنغشونغية
بشملة تنغشونغية أو بشملة تنغيوية (الاسم العلمي:Eriobotrya tengyuehensis) هي نوع من النباتات تتبع جنس البشملة من الفصيلة الوردية. تم وصف هذا النوع من النبات علمياً لأول مرة من قبل وليام رايت سميث سنة 1917. سمي هذا النوع نسبةً إلى منطقة تنغ شونغ (بالإنجليزية: Tengchong)‏ في الصين والتي كانت تعرف سابقاً بتنغ يو (بالإنجليزية: Tengyue)‏.